# 打越橋
打越橋（うちこしばし）は、神奈川県横浜市中区打越26番地～山手223番地にあるアーチ橋。関東大震災の復興事業で横浜市内に建設された178本の橋梁の一つ。橋の南側は南区唐沢に隣接する。

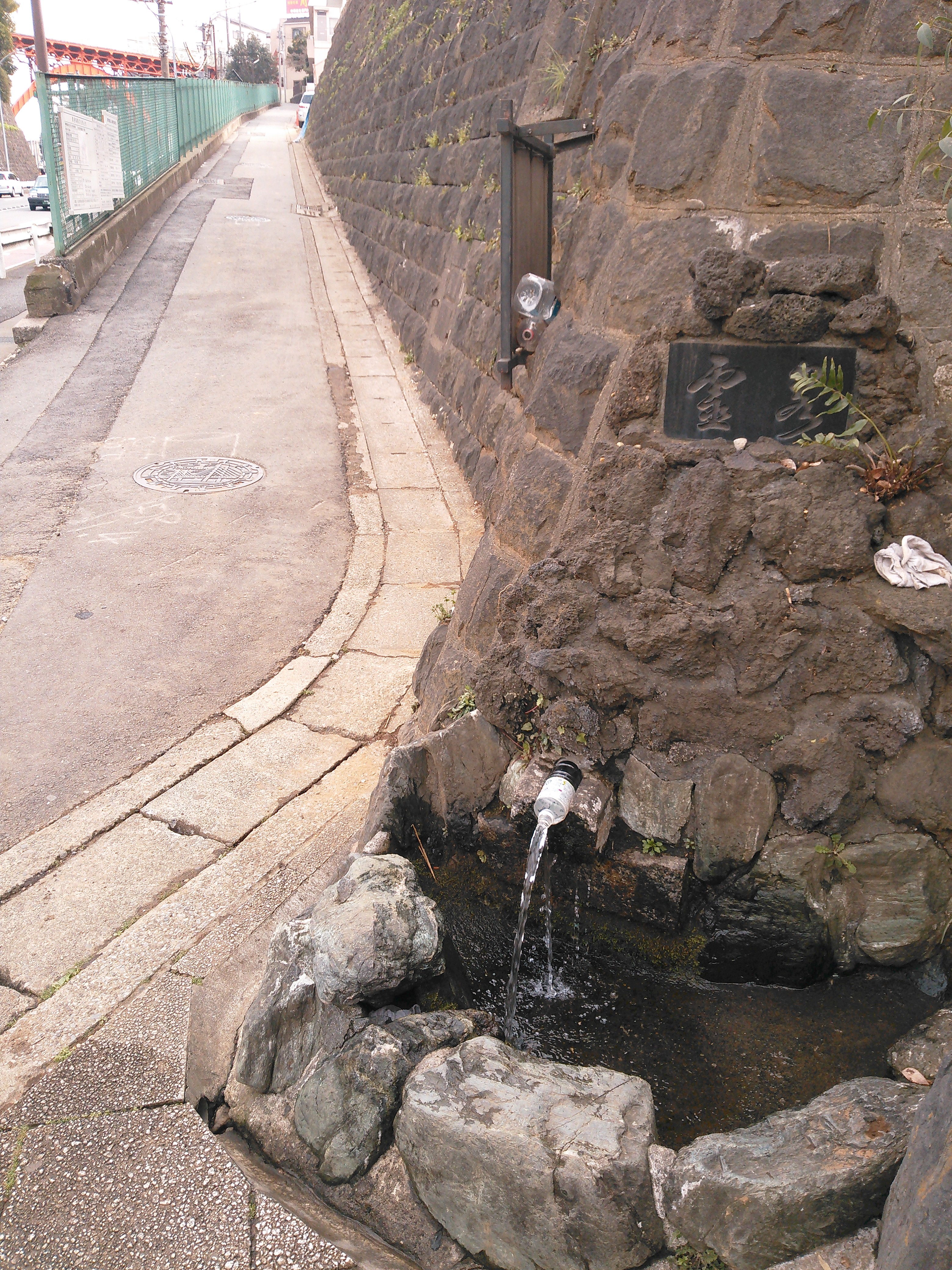
打越の霊泉

1923年9月1日に発生した関東大震災の後、かつて牛島山と呼ばれた丘に多くの避難民が住むようになった。丘の上への交通を確保するため、切通しにして幹線道路（横浜駅根岸道路）と横浜市電を通した。その際に丘の上の生活道路が切通しで分断されるために架けられた跨道橋が打越橋である。総工費は87362円84銭で、竣工当初は淡いピンク色に塗装されていたが、のちに鮮やかな朱色に塗りかえられた。切通しの開削で生じた土砂は、山下公園の造成に使われた。市電は1971年に廃線になり、現在は横浜駅と根岸台を結ぶ横浜市営バス103系統が運行されている。本橋にほど近い丘の麓には、打越の霊泉と呼ばれる湧水が出ている。
1990年度にはかながわの橋100選、
2003年度には横浜市認定歴史的建造物、2015年度には山手隧道、桜道橋、西之橋、谷戸橋とともに「元町・山手地区の震災復興施設群」として土木学会選奨土木遺産に認定された。

## 打越橋からの夜景
夜景の名所として知られ、北側に横浜ランドマークタワーをはじめとするみなとみらい地区の高層ビル群を見ることができる。

## 付近
- 横浜女学院中学校・高等学校
- 横浜共立学園中学校・高等学校
- 横浜訓盲学院
- 横浜市立石川小学校
- 横浜市立平楽中学校
- 横浜三育幼稚園
- 打越の湧水

## 交通
- JR東日本根岸線 - 石川町駅
- 横浜市営地下鉄ブルーライン - 伊勢佐木長者町駅
- 神奈川中央交通11系統（橋の上を通る） - 打越橋
- 横浜市営バス103系統（橋の下を通る） - 山元町
  - かつては横浜市電の長者町線が真下を通り抜けており、現在の山元町バス停の位置に同名の電停があった。